# Collegio uninominale Piemonte - 05 (2020)
Il collegio elettorale uninominale Piemonte - 05 è un collegio elettorale uninominale della Repubblica Italiana per l'elezione del Senato della Repubblica.

## Territorio
Come previsto dalla legge n. 51 del 27 maggio 2019, il collegio è stato definito tramite decreto legislativo all'interno della circoscrizione Piemonte.
È formato dal territorio dell'intera provincia di Cuneo (247 comuni) e da 51 comuni della città metropolitana di Torino: Airasca, Angrogna, Bibiana, Bobbio Pellice, Bricherasio, Buriasco, Campiglione-Fenile, Cantalupa, Carignano, Carmagnola, Cavour, Cercenasco, Cumiana, Fenestrelle, Frossasco, Garzigliana, Inverso Pinasca, Lombriasco, Luserna San Giovanni, Lusernetta, Macello, Massello, Osasco, Osasio, Pancalieri, Perosa Argentina, Perrero, Pinasca, Pinerolo, Piscina, Pomaretto, Porte, Pragelato, Prali, Pramollo, Prarostino, Roletto, Rorà, Roure, Salza di Pinerolo, San Germano Chisone, San Pietro Val Lemina, San Secondo di Pinerolo, Scalenghe, Torre Pellice, Usseaux, Vigone, Villafranca Piemonte, Villar Pellice, Villar Perosa e Virle Piemonte.
Il collegio è parte del collegio plurinominale Piemonte - 02.

## Eletti
| Elezione | Elezione | Deputato               | Partito |
| -------- | -------- | ---------------------- | ------- |
|          | 2022     | Giorgio Maria Bergesio | Lega    |

## Dati elettorali

### XIX legislatura
Come previsto dalla legge elettorale, 74 senatori sono eletti con sistema a maggioranza relativa in altrettanti collegi uninominali a turno unico.
| Candidati                                 | Candidati                        | Voti    | %     | Liste                                 | Voti    | %     |
| ----------------------------------------- | -------------------------------- | ------- | ----- | ------------------------------------- | ------- | ----- |
|                                           | Giorgio Maria Bergesio ✔️ Eletto | 192 583 | 51,73 | Fratelli d'Italia                     | 110 595 | 29,71 |
| Lega per Salvini Premier                  | Giorgio Maria Bergesio ✔️ Eletto | 192 583 | 51,73 | 46 716                                | 12,55   |       |
| Forza Italia                              | Giorgio Maria Bergesio ✔️ Eletto | 192 583 | 51,73 | 33 202                                | 8,92    |       |
| Noi moderati/Lupi - Toti - Brugnaro - UDC | Giorgio Maria Bergesio ✔️ Eletto | 192 583 | 51,73 | 2 070                                 | 0,56    |       |
|                                           | Fiammetta Rosso                  | 95 259  | 25,59 | Partito Democratico-IDP               | 65 010  | 17,46 |
| +Europa                                   | Fiammetta Rosso                  | 95 259  | 25,59 | 15 757                                | 4,23    |       |
| Alleanza Verdi e Sinistra                 | Fiammetta Rosso                  | 95 259  | 25,59 | 12 913                                | 3,47    |       |
| Impegno Civico - Centro Democratico       | Fiammetta Rosso                  | 95 259  | 25,59 | 1 579                                 | 0,42    |       |
|                                           | Vincenzo Pellegrino              | 33 255  | 8,93  | Azione - Italia Viva - Calenda        | 33 255  | 8,93  |
|                                           | Roberto Falcone                  | 28 269  | 7,59  | Movimento 5 Stelle                    | 28 269  | 7,59  |
|                                           | Davide Gallo                     | 8 662   | 2,33  | Italexit                              | 8 662   | 2,33  |
|                                           | Sonia Grieco                     | 4 804   | 1,29  | Italia Sovrana e Popolare             | 4 804   | 1,29  |
|                                           | Michele Baracco                  | 4 622   | 1,24  | Unione Popolare                       | 4 622   | 1,24  |
|                                           | Alessandro Guastella             | 3 340   | 0,90  | Vita                                  | 3 340   | 0,90  |
|                                           | Loredana Ninetti                 | 1 041   | 0,28  | Alternativa per l'Italia (PdF - Exit) | 1 041   | 0,28  |
|                                           | Giovanni Frezzato                | 448     | 0,12  | Noi di Centro – Europeisti            | 448     | 0,12  |
| Totale                                    | Totale                           | 372 283 | 100   |                                       | 372 283 | 100   |
|                                           |                                  |         |       |                                       |         |       |
| Voti non validi                           | Voti non validi                  | 22 220  | 5,63  |                                       |         |       |
| Votanti                                   | Votanti                          | 394 503 | 68,21 |                                       |         |       |
| Elettori                                  | Elettori                         | 578 388 |       |                                       |         |       |